# زن در شاهنامه
زن در شاهنامه (به آلمانی: Die Frauen im Schahname) به عنوان تز دکتری، توسط جلال خالقی مطلق در دانشگاه کلن در ۱۹۷۱ نوشته شد.
متن این کتاب به ۳ بخش مقدمه، بخش اول، بخش ۲ تقسیم شده است.

## به زبان‌های دیگر
این کتاب به انگلیسی و فارسی نیز ترجمه و منتشر شده است. کتاب از زبان آلمانی به انگلیسی توسط دکتر Brigitte Neuenschwander فارغ التحصیل ادبیات آلمانی در دانشگاه یو سی ال ای ترجمه شد و توسط ناهید پیرنظر، فارغ التحصیل و مدرس ایرانشناسی دانشگاه یو سی ال ای ویرایش شده است. به روز رسانی بیشتر و یادداشت توسط پروفسور خالقی به زبان فارسی ترجمه و توسط ویرایشگر الحاق گردید.